# 松浦由美子
松浦 由美子（まつうら ゆみこ）は、日本の映像作家、アニメーター。兵庫県神戸市出身。
主に、NHKの音楽番組「みんなのうた」などのアニメーションを制作している。

## 作成作品一覧

### みんなのうた
- ◆は5分間1曲枠の楽曲。
- 1.天下無敵のゴーヤーマン☆ / ガレッジセール（2001年10月・11月放送）
- 2.ブーアの森へ / 忌野清志郎（2002年4月・5月放送）